# Signori, conti e duchi di Aumale

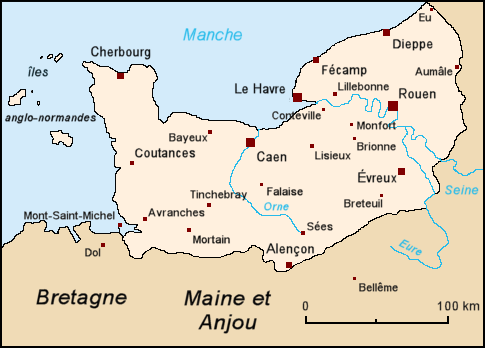
Aumale su una cartina della Normandia storica

La signoria (poi contea ed infine ducato) di Aumale è un territorio sito in Normandia in Francia. 

## Signori d'Aumale
- X secolo: Guérimfred, signore d'Aumale
- ????-1052: Ugo II di Ponthieu († 1052), sposò Berta d'Aumale, figlia di Guérimfred
- 1052-1053: Enguerrand II di Ponthieu († 1053), conte di Ponthieu, figlio dei precedenti, sposò Adelaide, figlia illegittima di Roberto II, duca di Normandia

Alla sua morte il fratello Guido si ribellò al duca Guglielmo il Conquistatore, che lo fece prigioniero e lo costrinse a rinunciare alla signoria di Aumale, che conferì alla famiglia della sorellastra Adelaide di Normandia, vedova di Enguerrand II, allorché sposò Oddone III di Troyes.

## Conti d'Aumale

### Casato dei Blois
Dopo la conquista dell'Inghilterra, Guglielmo il Conquistatore donò al cognato, Ottone di Blois.
- 1069-1115: Oddone III, conte di Troyes e di Meaux, figlio d'Stefano II di Blois, conte di Troyes e di Meaux, e d'Ermengearda d'Alvernia; sposò verso il 1060 Adelaide di Normandia
- 1115-1127: Stefano († 1127), figlio dei precedenti, sposò Hawise
- 1127-1179: Guglielmo il Grosso († 1179), conte di York, figlio del precedente, sposò Cecilia di Skipton
- 1179-1204: Hawise († 1214), figlia del precedente, andata sposa:
  - in prime nozze, nel 1180, a Guglielmo di Mandeville († 1189), conte di Essex
  - in seconde nozze, nel 1190, a Guglielmo di Forz o Fortibus († 1195)
  - in terze nozze a Baldovino di Béthune († 1212)

Nel 1204, Filippo II Augusto, re di Francia, confiscò Aumale a Baldovino di Béthune e, in quello stesso anno, conferì la contea a Rinaldo di Dammartin, già conte di Boulogne.
Il sistema di paria d'Inghilterra continuerà ad attribuire titoli di conte e di duca legati ad Aumale, ma utilizzando la sua forma latina Albemarle. Gli «onori d'Aumale », un insieme di terre nello Yorkshire, anticamente associe al titolo normanno, costituirà il feudo dei conti e dei duchi inglesi.

### Casato dei Dammartin
- 1204-1206: Rinaldo di Dammartin, figlio di Alberico II, conte di Dammartin, e di Matilde di Clermont, sposò nel 1190 Ida di Lorena, contessa di Boulogne
- 1206-1214: Simone di Dammartin (1180 † 1239), fratello minore di Rinaldo di Dammartin, represe le antiche arme dei conti d'Aumale; sposò nel 1208 Maria (1199 - 1250), contessa di Ponthieu

- 1214-1234: Filippo Hurepel di Clermont, figlio di Filippo II Augusto, re di Francia, e di Agnese di Merania, sposò nel 1216 Matilde di Dammartin († 1260). Ricevette la contea dal padre che l'aveva confiscata a Simone di Dammartin

- 1234-1239: Simone di Dammartin, per la seconda volta, graziato da Luigi VIII di Francia in cambio di pesanti concessioni
- 1239-1278: Giovanna di Dammartin (1220 † 1278), figlia del precedente, sposò nel 1237 Ferdinando III, re di Castiglia

### Casato di Castiglia
- 1239-1252: Ferdinando I d'Aumale, re di Castiglia come Ferdinando III
- 1252-1260: Ferdinando II d'Aumale (1238 - 1260), figlio del precedente, sposò Laura († 1270), figlia d'Amalrico VI, conte di Montfort e di Beatrice del Viennois (o di Bourgogne)
- 1260-1302: Giovanni di Ponthieu, conte d'Aumale (1264 - 1302), figlio del precedente, sposò Ida di Meulan detta Dame Ide di Beaumont-Meulan-Gournay de Fontaine-Guérard
- 1302-1343: Giovanni II d'Aumale di Ponthieu (1293 † 1343), figlio del precedente, sposò Caterina d'Artois contessa di Vandosine e Castres, figlia di Filippo d'Artois, signore di Conches, e di Bianca di Bretagna
- 1343-1387: Dame Blanche di Ponthieu d'Épernon e Montgommery, figlia del precedente, andata sposa a Giovanni V d'Harcourt († 1355), conte d'Harcourt e barone d'Elbeuf

### Casato d'Harcourt
- 1343-1355: Giovanni V d'Harcourt
- 1355-1389: Giovanni VI d'Harcourt (1342 - 1389), figlio del precedente, sposò nel 1359 Caterina di Borbone († 1427), figlia di Pietro I di Borbone
- 1389-1452 : Giovanni VII d'Harcourt (1370 † 1452), figlio del precedente, sposò nel 1390 Maria d'Alençon (1373 - 1417), figlia di Pietro II d'Alençon
- Giovanni VIII d'Harcourt (1396 - 1424), figlio del precedente, conte d'Aumale.

### Casato di Lorena

#### Lorena-Vaudémont
- 1452-1458: Antonio di Vaudémont (1393 † 1458), conte di Vaudémont, sposò Maria d'Harcourt (1398-1476), figlia di Giovanni VII d'Harcourt
- 1458-1472: Giovanni VIII d'Harcourt-Lorena († 1472), conte d'Aumale e d'Harcourt, figlio cadetto del precedente; alla sua morte, Aumale passò, insieme ad altri suoi possedimenti, al nipote Renato, divenuto duca di Lorena.

#### Lorena
- 1472-1508: Renato II di Lorena (1451 - 1508), duca di Lorena, nipote del precedente, sposò Filippina di Gheldria; alla sua morte, Aumale passò con gli altri suoi possedimenti francesi al figlio cadetto Claudio, noto successivamente come duca di Guisa.

#### Lorena-Guisa
- 1508-1547: Claudio di Lorena, I duca di Guisa, figlio del precedente, sposò Antonia di Borbone-Vendôme; nel 1547 la contea viene elevata al rango di ducato, a beneficio di Claudio.

## Duchi d'Aumale

### Lorena-Guisa
- 1547–1550 Claudio di Lorena
- 1550–1573: Claudio II d'Aumale, figlio del precedente, sposò nel 1547 Luisa di Brézé (1518 - 1577)
- 1573–1595: Carlo I d'Aumale, figlio del precedente, sposò nel 1576 Maria di Lorena-Elbeuf (1555 - 1605), figlia di Renato di Lorena, duca d'Elbeuf (René II)
- 1595–1618: confiscato dal re di Francia
- 1618–1638: Anna di Lorena, figlia del precedente, andata sposa nel 1618 ad Enrico I di Savoia, duca di Nemours; alla sua morte, il ducato d'Aumale passa al figlio Luigi di Savoia.

### Casato dei Savoia
- 1638–1641: Luigi di Savoia, duca di Nemours e d'Aumale, figlio del precedente, privo di eredi
- 1641-1652: Carlo Amedeo di Savoia, duca di Nemours e d'Aumale, fratello del precedente, sposò nel 1643 Elisabetta di Borbone, detta Mademoiselle de Vendome

- 1652-1659: Enrico II di Savoia, arcivescovo di Reims, duca di Nemours e d'Aumale, fratello del precedente, alla morte di Carlo Amedeo lasciò la carriera ecclesiastica e sposò nel 1657 Maria Anna di Longueville, duchessa d'Estouteville (1625 - 1707)
- 1659–1686: Maria Giovanna Battista di Savoia, figlia di Carlo Amedeo di Savoia.

### Branche legittimate del casato dei Borbone
Maria Giovanna Battista di Savoia vendette il ducato a Luigi Augusto di Borbone, duca del Maine, figlio legittimato di Luigi XIV e di Madame di Montespan.
- 1686–1704: Luigi Augusto di Borbone-Francia
- 1704–1708: Carlo di Borbone (1704-1708), figlio del precedente, titolato duca d'Aumale
- 1708–1736: Luigi Augusto di Borbone-Francia
- 1736–1775: Luigi Carlo di Borbone-Francia, figlio del precedente
- 1775–1793: Luigi Giovanni Maria di Borbone-Penthièvre, duca di Penthièvre, cugino germano del precedente, figlio di Luigi Alessandro, conte di Tolosa; ricevette il ducato come erede designato da Luigi Carlo di Borbone-Francia
- 1793–1821: Luisa Maria Adelaide di Borbone, figlia del precedente
  - Suo figlio Luigi Filippo di Francia (futuro re Luigi Filippo I) ereditò il ducato nel 1821, ma non ne portò il titolo, che il re Luigi XVIII donò l'anno successivo al 5 figlio di Luigi Filippo, Enrico di Orléans.

### Casa d'Orléans
- 1822–1897: Enrico di Orléans, con il quale il titolo si estinse, rimanendo solo quale titolo di cortesia.

## Titolo di cortesia
- 1997 – : Folco d'Orléans (1974-), pronipote del precedente (figlio di Giacomo d'Orléans (1941-))